# 貢禹
貢 禹（こう う、? - 紀元前44年）は、前漢の政治家。字は少翁。琅邪郡の人。

## 略歴
同郡の王吉とは友人であり、世間では「王吉が地位を得たら、貢禹も官に仕える」と言っていた。経書に明るく清廉潔白であったことで著名となり、徴されて博士となり、涼州刺史に遷ったが病気となり職を退いた。その後また賢良に推挙され河南県令となった。一年ほどして、職務上のことで太守府に責められ、冠を脱いで謝罪したが、その時に貢禹は「ひとたび冠を脱いだら、どうして再び被ることができようか」と言い、職を辞した。
元帝が即位すると、貢禹を徴して諫大夫とし、政治上の事を質問した。貢禹は折からに不作について、皇帝の衣食住の経費や後宮の宮女の削減、皇帝の狩猟用の土地の貧民への解放などを進言した。元帝は馬に食わせる穀物の削減、皇帝の私有地の一部の貧民への解放、皇帝のための娯楽の削減などを行い、貢禹を光禄大夫とした。
貢禹は80歳以上という老年を理由に辞職して故郷に帰ることを願い出たが元帝は慰留し、彼を長信少府にした。初元5年（紀元前44年）、たまたま御史大夫陳万年が死去し、貢禹が代わって御史大夫となった。
貢禹はその後も数十回に渡り建策し、子供が3歳になると徴収していた人頭税である口銭を7歳からの徴収に変えること、租税の徴収や俸禄、下賜などを全て絹や穀物にして銭を使わないこと、離宮や長楽宮の衛兵や遊戯などのために養われている奴婢を削減すること、皇帝の側近の家が物を売るのを禁じることなどを提案した。
元帝は大臣に検討させ、口銭徴収の年齢を7歳としたほか、離宮の衛兵の削減などを実施した。また貢禹は郡国廟の廃止や、宗廟制度の制定について上奏したが、施行はされず、それらは韋玄成らに引き継がれた。
貢禹はその年のうちに死亡した。元帝は銭百万を下賜し、子を郎とした。その子はのちに東郡都尉になった。